# Foltos árvacsalán
A foltos árvacsalán (Lamium maculatum) az árvacsalánfélék (Lamiaceae) családjába tartozó növényfaj. E növényfaj előfordul a Bükk-vidéken.

## Egyéb nevei
Hódos vagy pettyegetett tátkanaf, holtcsalán, méhfű, peregtető, szelídcsalán, macskaparéj

## Jellemzése

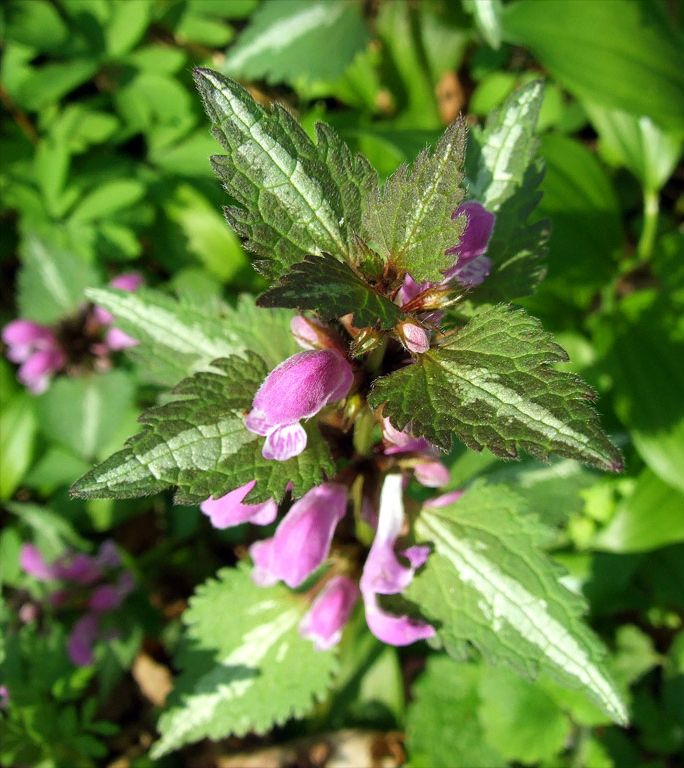
Foltos árvacsalán

Évelő, 30–60 cm magas gyógy-, és gyomnövény, főként gyertyán- és bükkelegyes erdőkben, ligeterdőkben, sziklaerdőkben találkozhatunk vele. Levelei tojásdadok vagy háromszögletűek, kihegyezett csúcsúak, szíves vállúak, fűrészes szélűek, rendszerint ezüstösen - fehéren foltosak. Virágzás: áprilistól októberig, a virágok örvökben állnak, a párta 2–4 cm hosszú, görbült, alsó ajka halványabb, sötétpiros foltos, oldalsó karéja 1 fogú, felső ajka szőrös, bíborpiros, porzói sárgák. Termése makkocska.
A növényi drog iridoid glikozidokat (lamalbidot), cseranyagot, flavonoidokat, illóolajat, triterpén szaponinokat és nyálkát tartalmaz. A növény leveles, virágos hajtását, április-július hónapokban gyűjtik, és hasznosítják gyógyászati célokra.

## Gyógyhatása
Bizonyítottan jó légúti megbetegedésekre, a húgyutak hurutos megbetegedései, fertőzései esetén. Gyomor- és bélpanaszok kezelésére is kiváló. Külsőleg bőrbetegségek, visszércsomók, aranyér, lábszárfekély kezelésére és a szájüreg, torok gyulladásainak mérséklésére használják.

## Felhasználása
A növény kora tavaszi, zsenge hajtásaiból főzeléket főzhetünk.
Foltos árvacsalánvirág tea:  2 teáskanálnyi árvacsalán-virágot egy csészényi forró vízzel leforrázzuk, majd 10 perc mulva leszűrjük. Naponta 2-3 csészényit fogyasszunk belőle. Kúraként 4-6 hétig alkalmazzuk.
Foltos árvacsalánvirág fürdő: 2 marék árvacsalán-virágzatot 1 liter forró vízzel leforrázunk, majd 20-30 perc elteltével leszűrjük, és a fürdővízhez adjuk. Alkalmazható kéz-, láb- és ülőfürdőként, alkalmazási ideje max. 20 perc.

## Lásd még
- Árvacsalánfélék
- Fehér árvacsalán